# Weinen, Klagen, Sorgen, Zagen
Weinen, Klagen, Sorgen, Zagen (BWV 12) is een religieuze cantate gecomponeerd door Johann Sebastian Bach.

## Programma
De cantate is geschreven voor zondag Jubilate, de derde zondag na Pasen, en werd voor het eerst opgevoerd op 22 april 1714. Hiermee is deze cantate een van de vroegere cantates van Bach, geschreven toen hij organist in Weimar was (de meeste cantates die bewaard zijn gebleven schreef Bach ongeveer tien jaar later in Leipzig). In 1724 paste Bach de cantate aan voor de uitvoering op 30 april. Deze cantate behoort tot de eerste cantatejaargang.
Op zondag Jubilate worden in de kerken traditioneel de bijbeldelen Johannes 16:16-23 en I Petrus 2:11-20 gelezen. De tekst uit het Evangelie volgens Johannes gaat over het verdriet dat de volgelingen van Jezus moeten lijden voordat zij herenigd worden met Jezus.

## Tekst
1. Sinfonia
2. Koor: Weinen, Klagen, Sorgen, Zagen
3. Recitatief (alt): Wir müssen durch viel Trübsal
4. Aria (alt): Kreuz und Krone sind verbunden
5. Aria (bas): Ich folge Christo nach
6. Aria (tenor): Sei getreu, alle Pein
7. Koraal: Was Gott tut, das ist wohlgetan

## Muzikale bezetting
De cantate is geschreven voor vierstemmig koor, alt, tenor en bassolo en de instrumenten hobo, trompet, viool, altviool, fagot en basso continuo.

## Toelichting
De cantate begint met een (instrumentaal) sinfonia. Volgens schrijver en Bachkenner Maarten 't Hart is het thema van deze sinfonia afgeleid van de wereldlijke cantate Piango, gemo, sospiro e peno van Vivaldi.
Het openingskoor (no. 2) kenmerkt zich door de ostinato, een zichzelf steeds herhalend thema in de baslijn. In dit koor daalt de baslijn steeds in kleine stapjes. Dit is een veelgebruikt muzikaal motief om een klaagzang uit te beelden. Bach herbruikte dit koor later in de Crucifixus van de Hohe Messe (uit 1749). Na het enige recitatief in de cantate volgen drie aria's. In de tenoraria (no. 6) Sei getreu, Alle Pein speelt de trompet de melodie van het koraal Jesu meine Freude, in die tijd een bekend lied. De cantate eindigt met het koraal Was Gott tut, das ist wohlgetan, waarboven de trompet een vijfde melodielijn speelt.
Alle teksten (op het slotkoraal na, dat geschreven is door Samuel Rodigast) zijn geschreven door Salomon Franck, dichter aan het hof in Weimar.